# Nino de Gleria
Nino de Gleria, slovenski basist, skladatelj  * 28. julij 1963, Ljubljana.
Nino de Gleria se je v mladosti proslavil v vlogi Roka v slovenskem mladinskem filmu Sreča na vrvici. Sicer deluje kot glasbenik v številnih glasbenih zasedbah (Fake orchestra, Brina, Godalika, idr.) ter kot skladatelj zabavne, jazzovske, komorne, simfonične, gledališke in filmske glasbe.
V glavnem baskitarist, skladatelj, aranžer in producent je kot kontrabasist nekaj let študiral na Visoki šoli za glasbo in upodabljajočo umetnost v avstrijskem Gradcu. Leta 1980 so ga medse vzeli legendarni etno ip-op muzikantje iz banda Begnagrad, kateri se uvršča med skupine RIO v prvem obdobju. V drugi polovici osemdesetih so plodno ustvarjali v novojazzovski skupini Quatebriga, katere je bil tudi soustanovitelj. Posneli so štiri plošče in prav tako veliko koncertirali. V istem obdobju in kasneje pa je tudi rad sodeloval s pesnikom in filozofom Janijem Kovačičem. 
Leta 1999 so skupaj z violinistko Jeleno Ždrale, harmonikarjem Dragom Ivanušo in saksofonistom Milkom Lazarjem ustanovili komorno etnojazz zasedbo Štefbet Rifi, poimenovano po Štefanu Betku Štefbetu (po domače Rifiju) priznanem fiziku, skladatelju, izumitelju, matematiku, filozofu, ornitologu, teoretiku, pisatelju in še kaj. Skupina trenutno pavzira. 
Od leta 1995 pa do danes (2008) aktivno deluje v okviru neodvisne glasbene produkcije “Glasbeni Arboretum” - mavrica prečudovitih harmoldurij, katera predvsem skuša vspodbujati ustvarjalnost in svobodomiselnost.
S pevko Katjo Šulc in drugimi glasbeniki je leta 2009 uglasbil poezijo pesnice Mile Kačič, ki je pri založbi Sanje izšla na zgoščenki Mila konec leta 2009. 
Je dobitnik nagrade Zlata ptica za umetniške dosežke na področju glasbe in Župančičeve nagrade (2020). 